# Kapellenklippe

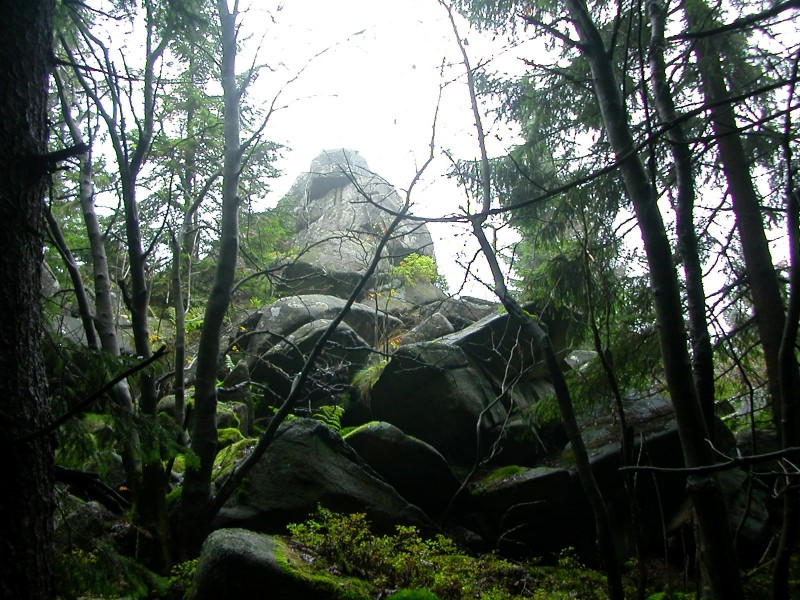
Die Kapellenklippe

Die Kapellenklippe liegt in der Nähe des Glashüttenweges am Renneckenberg im Hochharz auf dem Gebiet der Stadt Wernigerode. Die Klippe liegt sehr abgelegen im Nationalpark Harz und ist nur über unmarkierte Pfade erreichbar. Zum Besuch wird die Begleitung eines Rangers empfohlen. Der Gipfel der Klippe erreicht eine Höhe von 927 m ü. NN und sieht einer Glocke ähnlich. Die Klippe ist ein beliebtes Ziel für Bergsteiger. Von ihrem Gipfel aus hat man Ausblick auf den Brocken. Die Klippe ist fast vollständig mit Nadelbäumen überwachsen und ragt nur einen Meter über die Baumkronen hinaus.